# Pasarela peatonal "Pepe el del Vapor"
La pasarela peatonal "Pepe el del Vapor" (también referida como la pasarela sobre el Guadalete) es un puente peatonal que cruza el río Guadalete en la ciudad de El Puerto de Santa María, en España. Junto con un puente de carretera cercano, serían los únicos pasos que conectan el núcleo principal de la ciudad al norte con el barrio de Valdelagrana y el puerto comercial. Forma además parte de la Vía Augusta, uno de los ramales del Camino de Santiago provenientes de Cádiz.

## Estructura
El puente es de tres vanos, con un vano central mayor de 66 metros construido en viga metálica apoyada. La longitud total del puente de la pasarela es de 104 metros, con un ancho de 6 metros. El gálibo con la marea alta es de 3,90 metros de alto, permitiendo el paso de embarcaciones pequeñas.